# Cuerpo de Bomberos del Paraná
El Cuerpo de Bomberos de la Policía Militar del Estado de Paraná es un Mando Intermediario de la Policía Militar del Paraná (PMPR), cuya misión consiste en la ejecución de actividades de defensa civil, prevención y combate a incendio, búsquedas, salvamentos y socorros públicos, en el ámbito del Estado de Paraná.

La corporación es fuerza auxiliar y tropa reserva del Ejército Brasileño, e integra el sistema de seguridad pública y defensa social del Brasil. Sus integrantes son denominados militares de los Estados por la Constitución Federal, así como los demás miembros de la PMPR.

## Antecedentes
La creación de un Cuerpo de Bomberos fue sugerida por D. Pedro II, en su visita a Paraná en 1880. La Cámara Municipal de Curitiba recibió del Emperador la cuantía de 500$000 para la adquisición de una bomba de incendios. Sin embargo, debido a cuantía ser reducida, fue adquirida una bomba muy pequeña; constatándose aún, que poseía algunas piezas damnificadas y se presentaba inadecuada al uso destinado.

En 1882, la Ley n° 679 determinó que una Compañía del Cuerpo Policial debería desarrollar entrenamiento de combate a incendios, para dar atención a la Capital de la Provincia.
 
Posteriormente, en 1886, se intentó adquirir otra bomba de la Compañía de Aprendizes Marineros de Paranaguá; sin embargo, después de ser realizado un Término de Examen, se constató que la bomba estaba con parte del material damnificado. 
Después de la promulgación de la República, en 1894, fue autorizada la creación de una Sección de Bomberos anexiona al Regimiento de Seguridad (PMPR); siendo su efectivo aumentado para una Compañía en 1906. Entretanto no fueron adquiridos los equipamientos necesarios, y a pesar de la carencia de recursos, el único servicio de combate a incendios de la ciudad de Curitiba, fue la Sociedad Teuto-Brasileña de Bomberos Voluntarios, entre 1897 a 1901.

## Cuerpo de Bomberos del Estado de Paraná
El Cuerpo de Bomberos estadual fue creado por el presidente del Estado, Carlos Cavalcanti de Albuquerque, en 1912. La corporación fue concebida con completa autonomía, nos moldees de la Brigada de Sapeurs-pompiers de París (en francés Brigade de Sapeurs-pompiers de Paris), Francia, los cuales eran militarizados y estructurados como ingeniería militar; y tenía por modelo el Cuerpo de Bomberos del Distrito Federal, del cual siguió la estructura, la organización y el uniforme. 

### Organización
La corporación está estructurada en Agrupamientos, Subagrupamientos y Secciones de Bomberos. Un agrupamiento (en portugués: Grupamento) es equivalente a un batallón, un subagrupamiento (en portugués: Subgrupamento) a una compañía y una sección (en portugués: Seção) a un pelotón.

Los agrupamientos y subagrupamientos se basan en los principales centros urbanos. En las ciudades menores, el combate contra incendios se lleva a cabo por secciones de bomberos militares y bomberos voluntarios. 

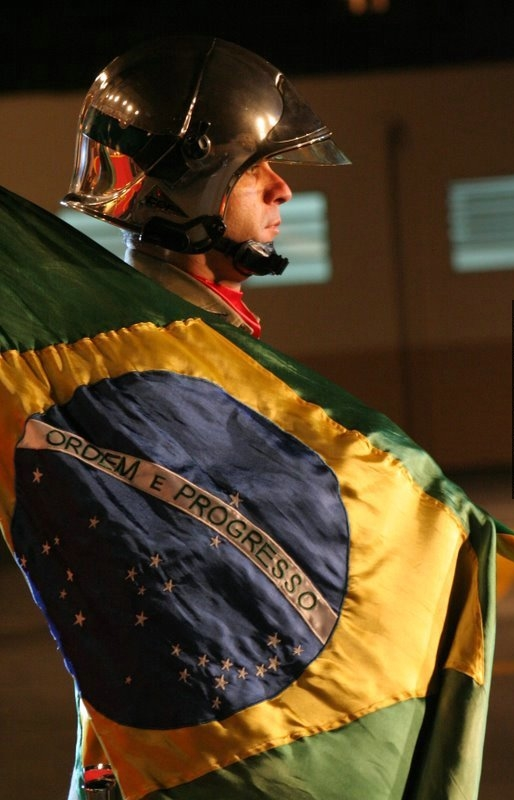
Abanderado.

#### Estructura Operacional
- 1° Agrupamiento de Bomberos - Curitiba;
- 2° Agrupamiento de Bomberos - Ponta Grossa;
- 3° Agrupamiento de Bomberos - Londrina;
- 4° Agrupamiento de Bomberos - Cascavel;
- 5° Agrupamiento de Bomberos - Maringá;
- 6° Agrupamiento de Bomberos - São José dos Pinhais;
- 7° Agrupamiento de Bomberos - Curitiba;
- 8° Agrupamiento de Bomberos - Paranaguá;
- 9° Agrupamiento de Bomberos - Foz do Iguaçu;
- 1º Subagrupamiento Independiente de Bomberos - Ivaiporã;
- 2º Subagrupamiento Independiente de Bomberos - Pato Branco;
- 3º Subagrupamiento Independiente de Bomberos - Francisco Beltrão;
- 4º Subagrupamiento Independiente de Bomberos - Apucarana;
- 5º Subagrupamiento Independiente de Bomberos - Guarapuava;
- 6º Subagrupamiento Independiente de Bomberos - Umuarama.

### Graduación
El Cuerpo de Bombero tiene la misma clasificación jerárquica del Ejército Brasileño, con diferentes tipos de rangos.

| Coronel | Teniente Coronel | Mayor | Capitán | Teniente 1° | Teniente 2° | Aspirante a Oficial | Subteniente |
| ------- | ---------------- | ----- | ------- | ----------- | ----------- | ------------------- | ----------- |
|         |                  |       |         |             |             |                     |             |

| Sargento 1º | Sargento 2º | Sargento 3º | Cabo | Soldado de Primera |
| ----------- | ----------- | ----------- | ---- | ------------------ |
|             |             |             |      |                    |

#### Vehículos de bomberos

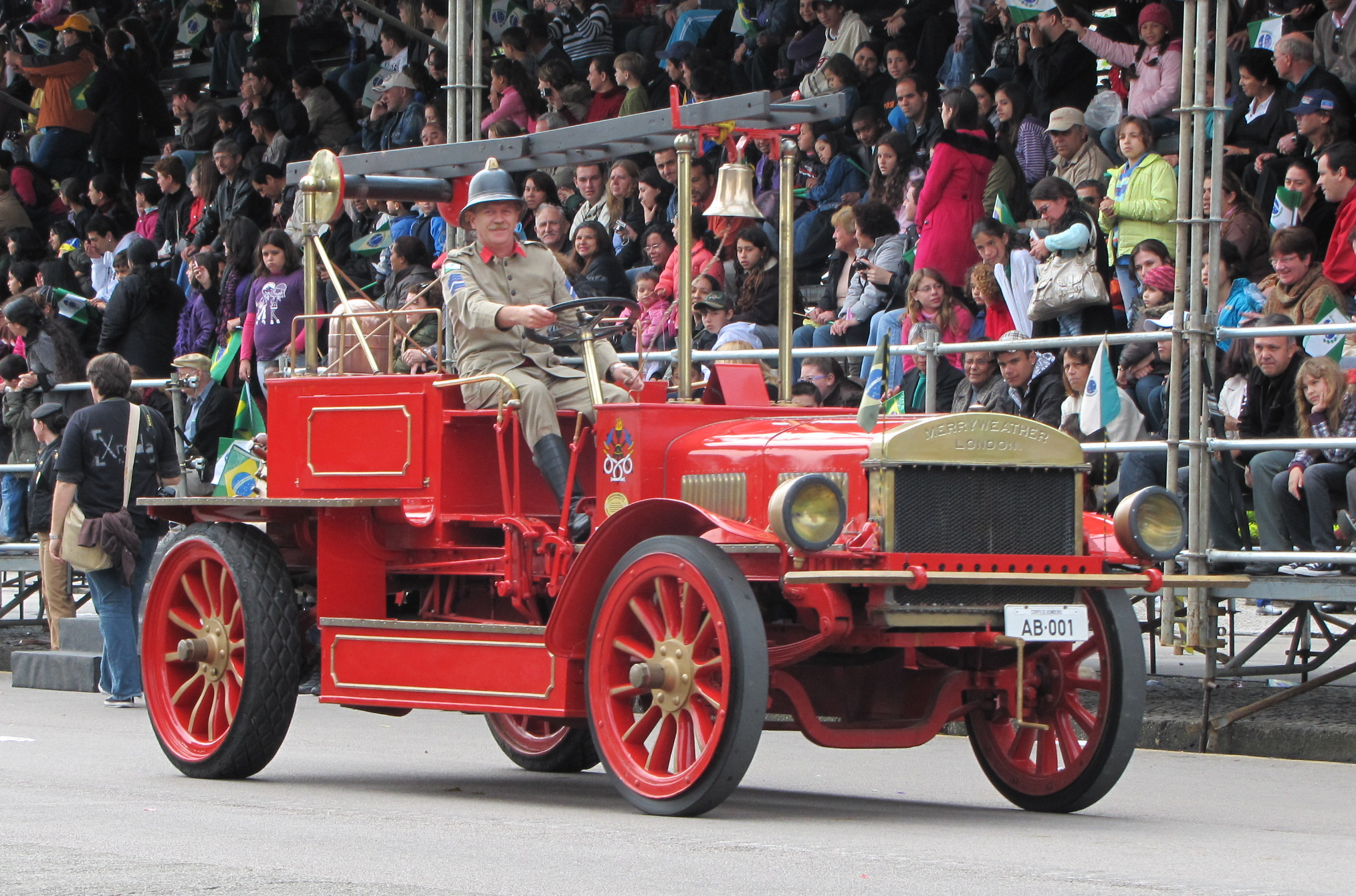
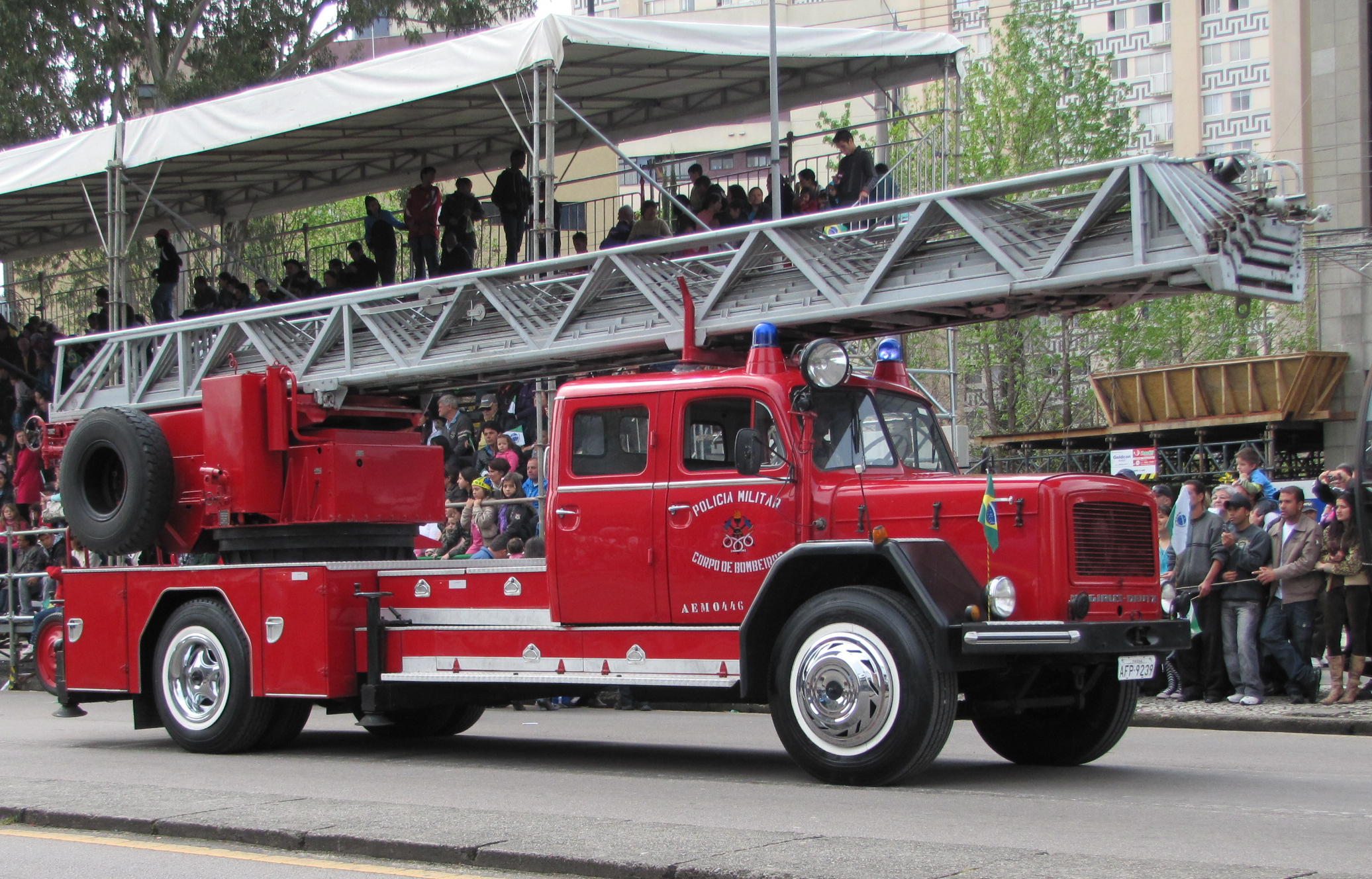
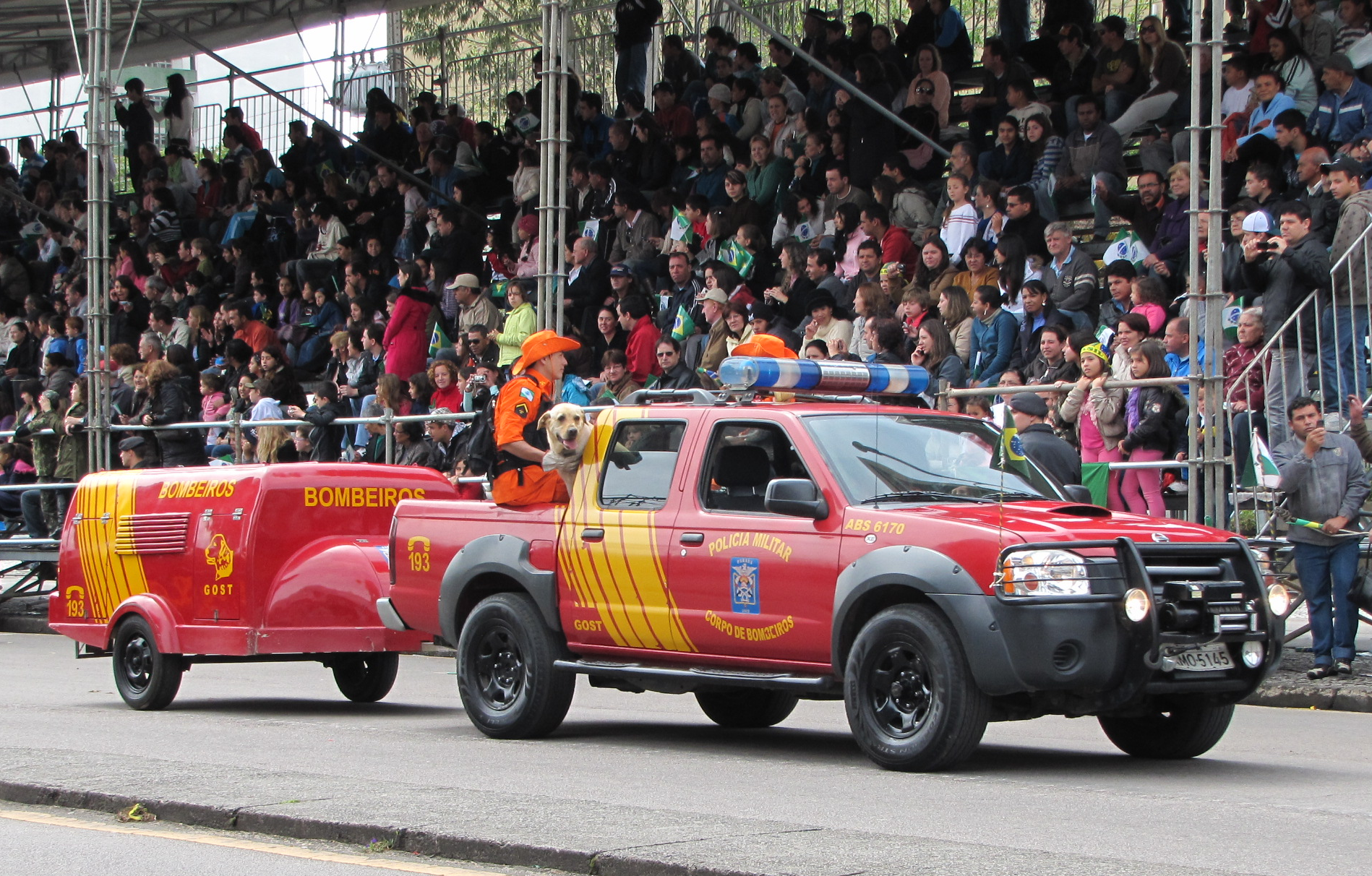
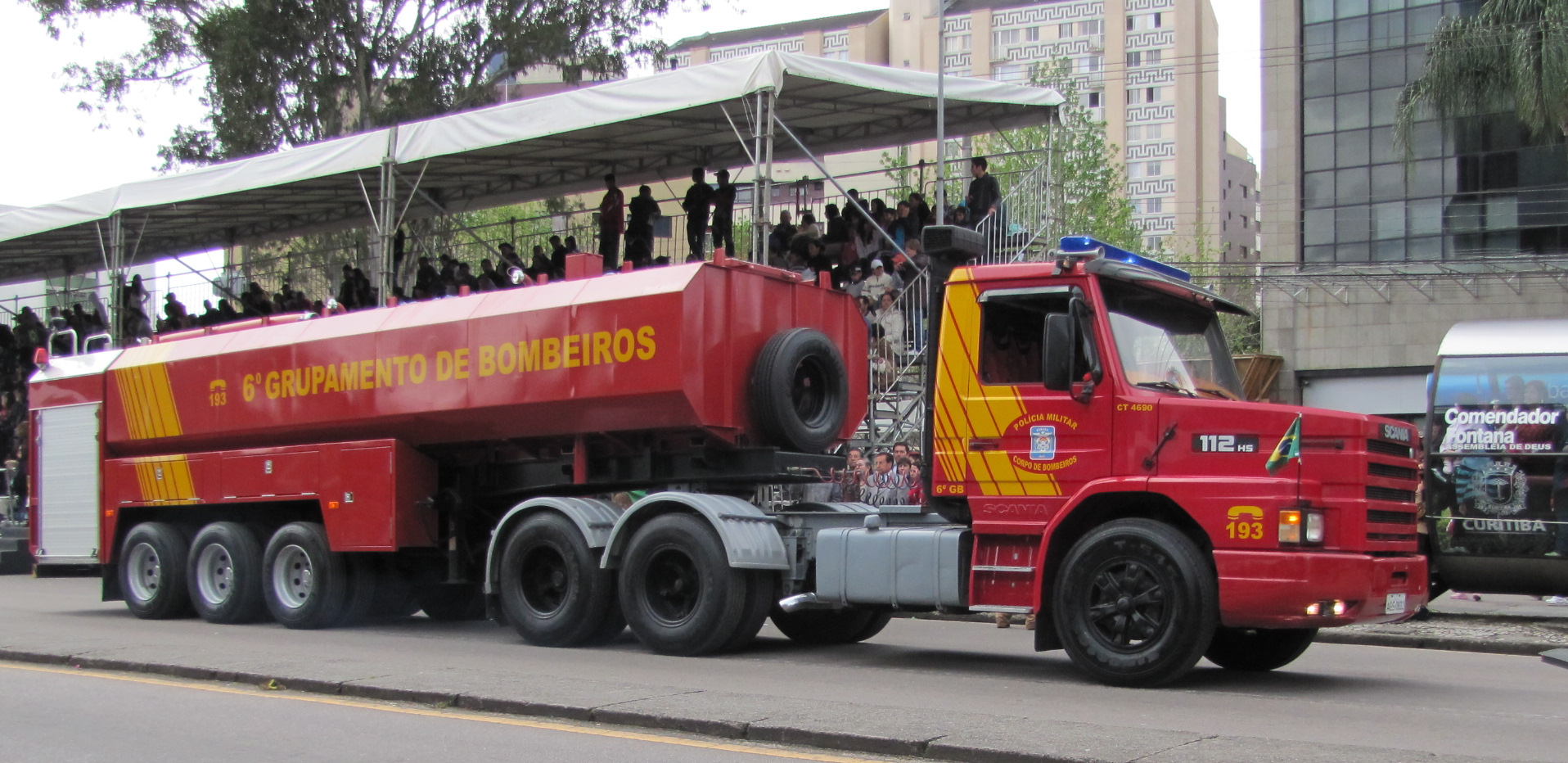
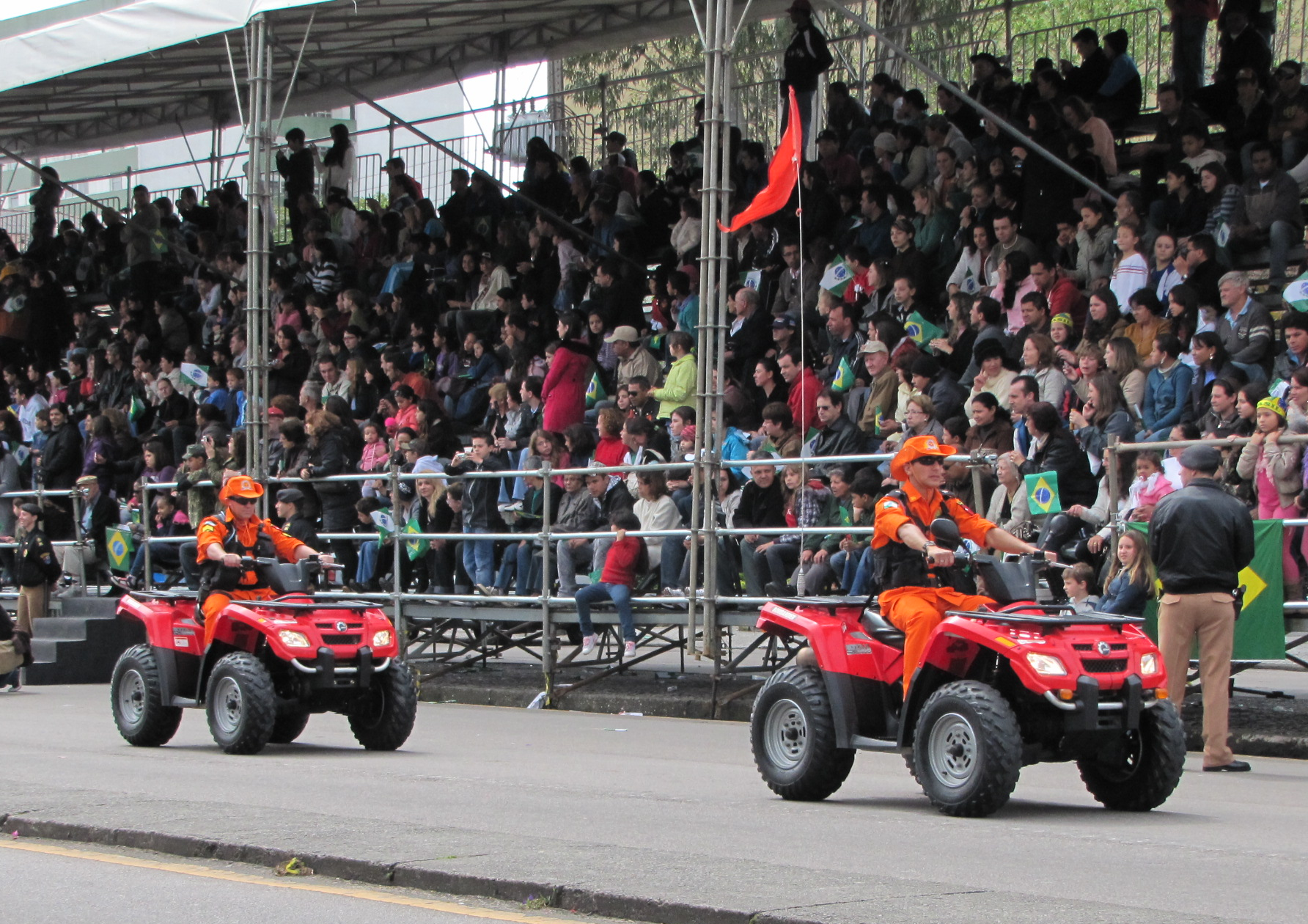
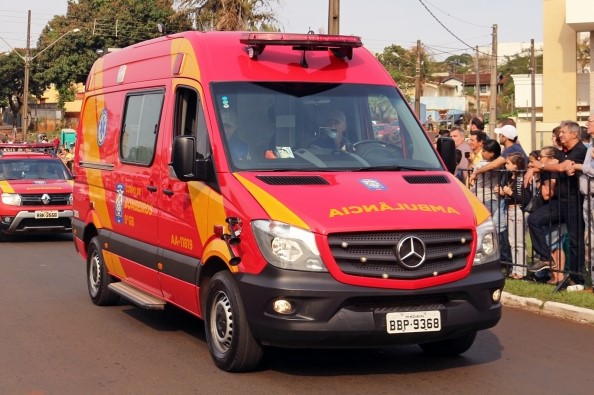
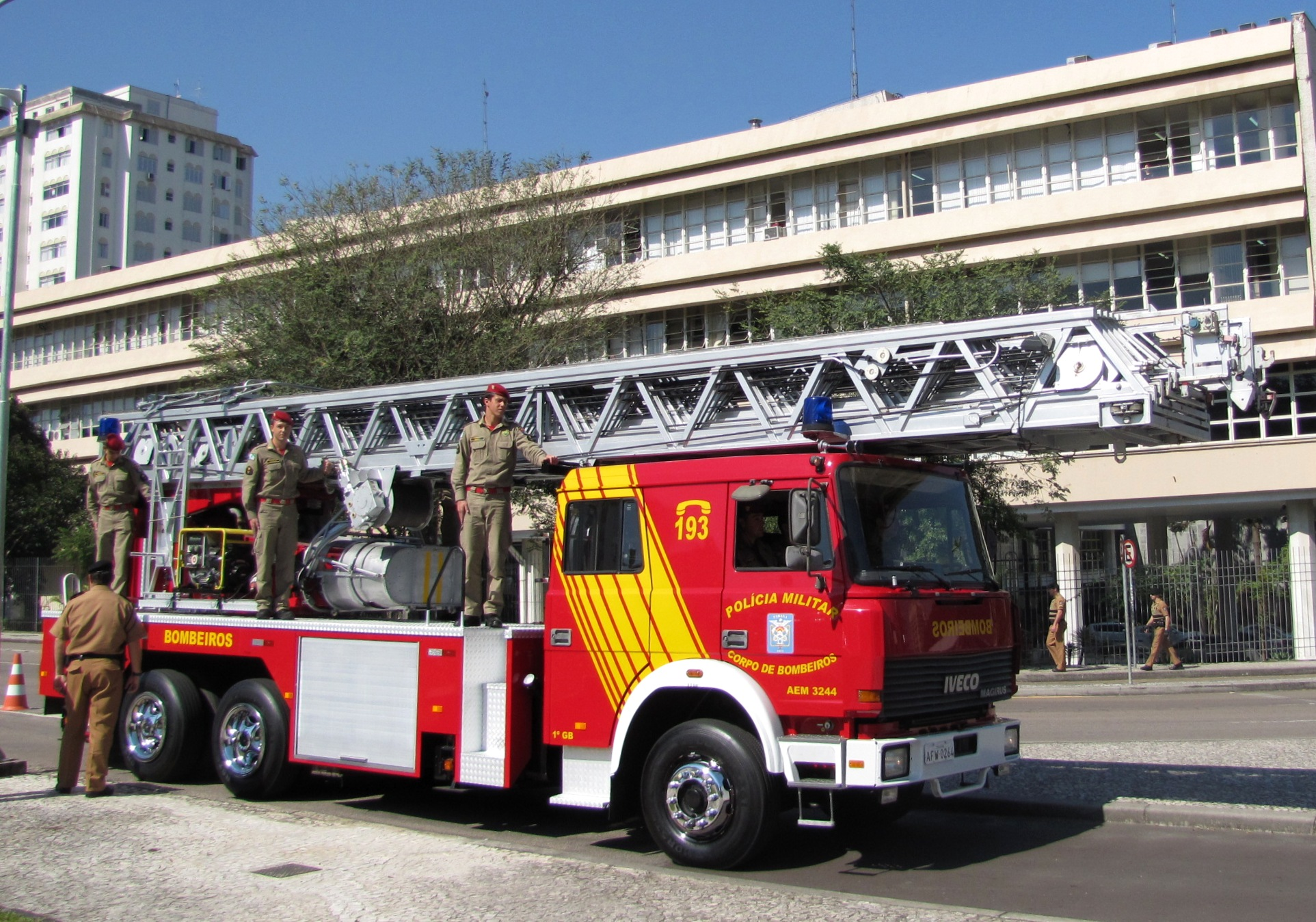
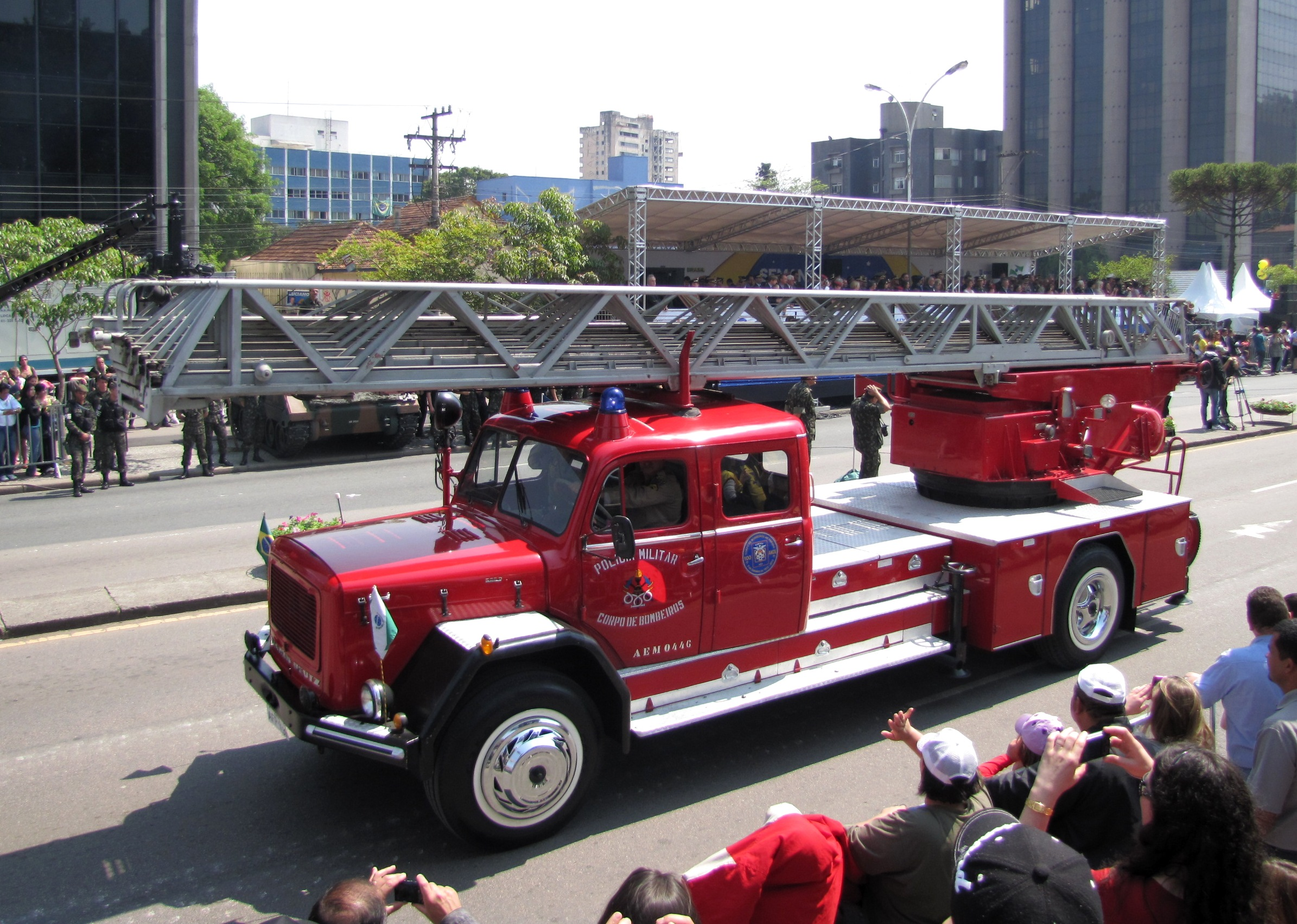
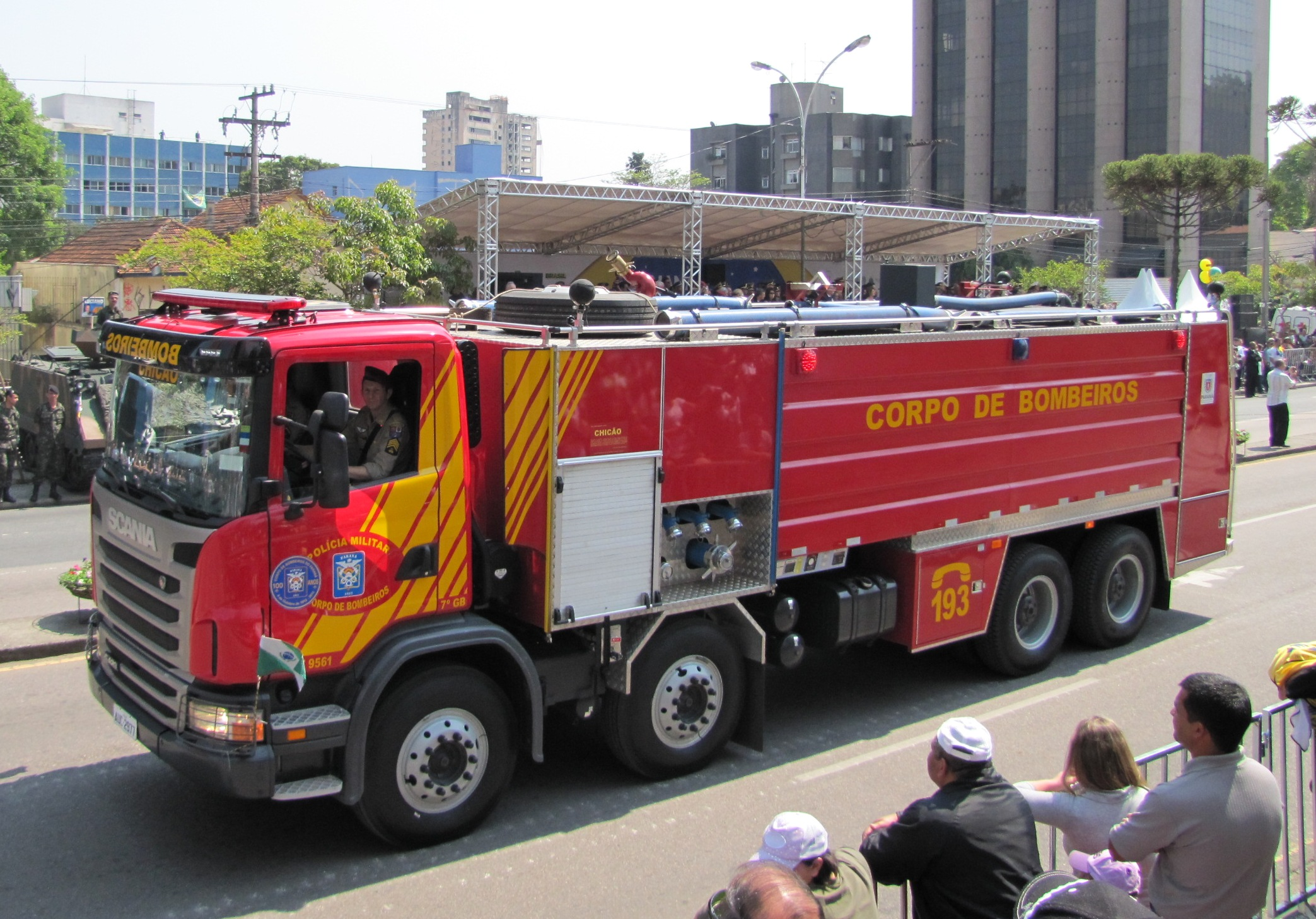
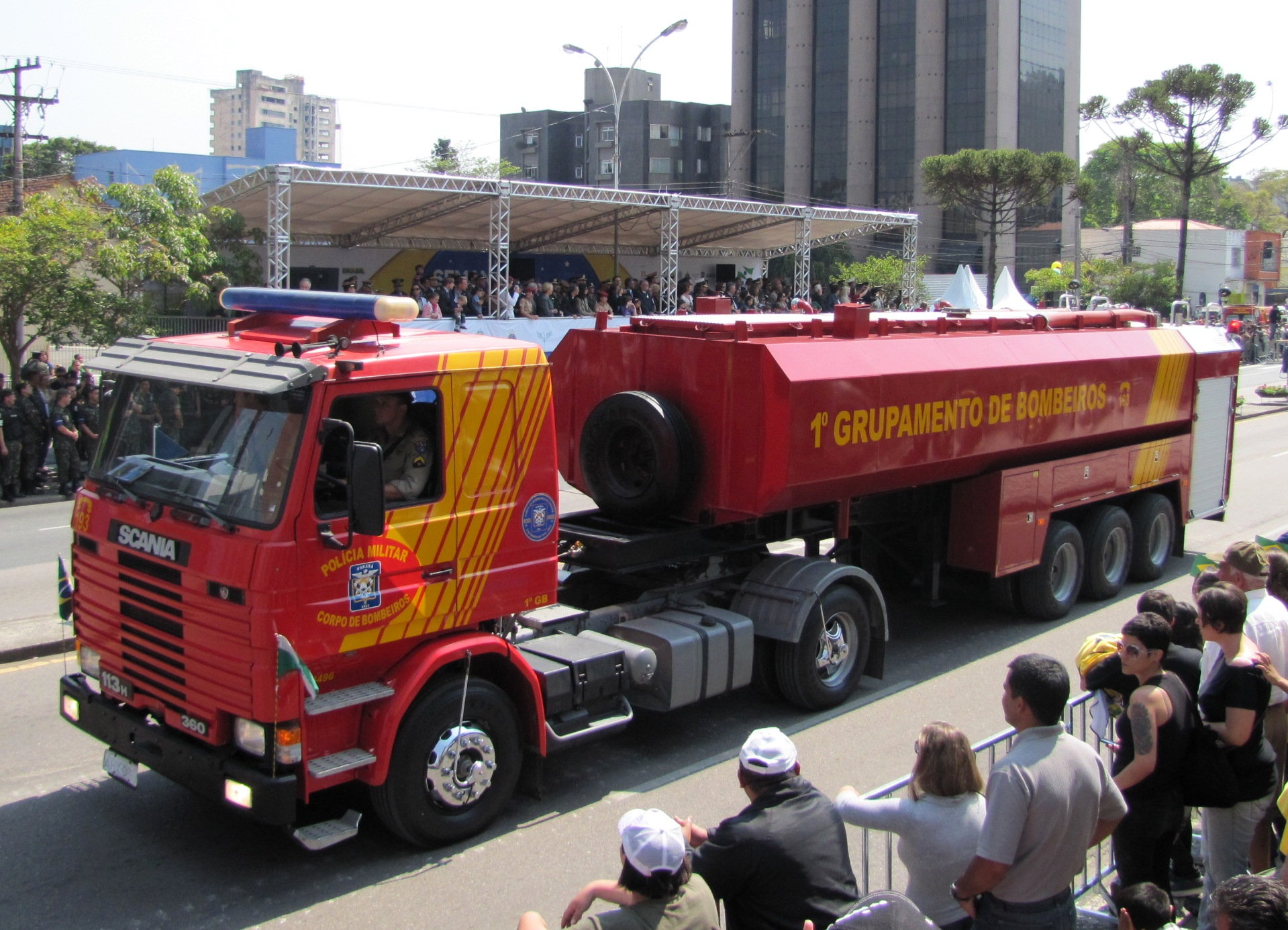
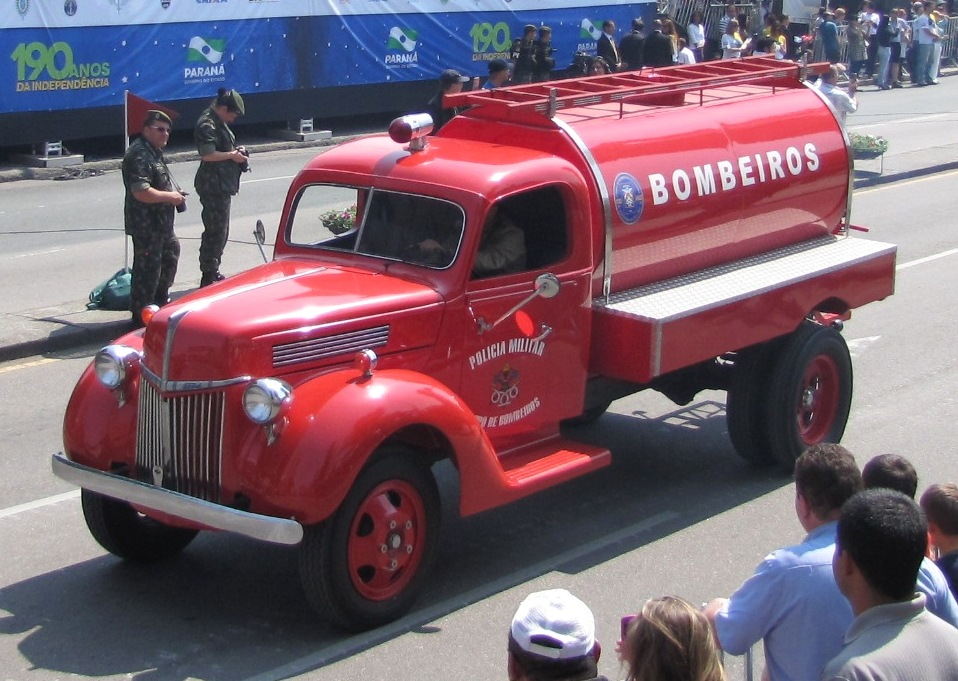
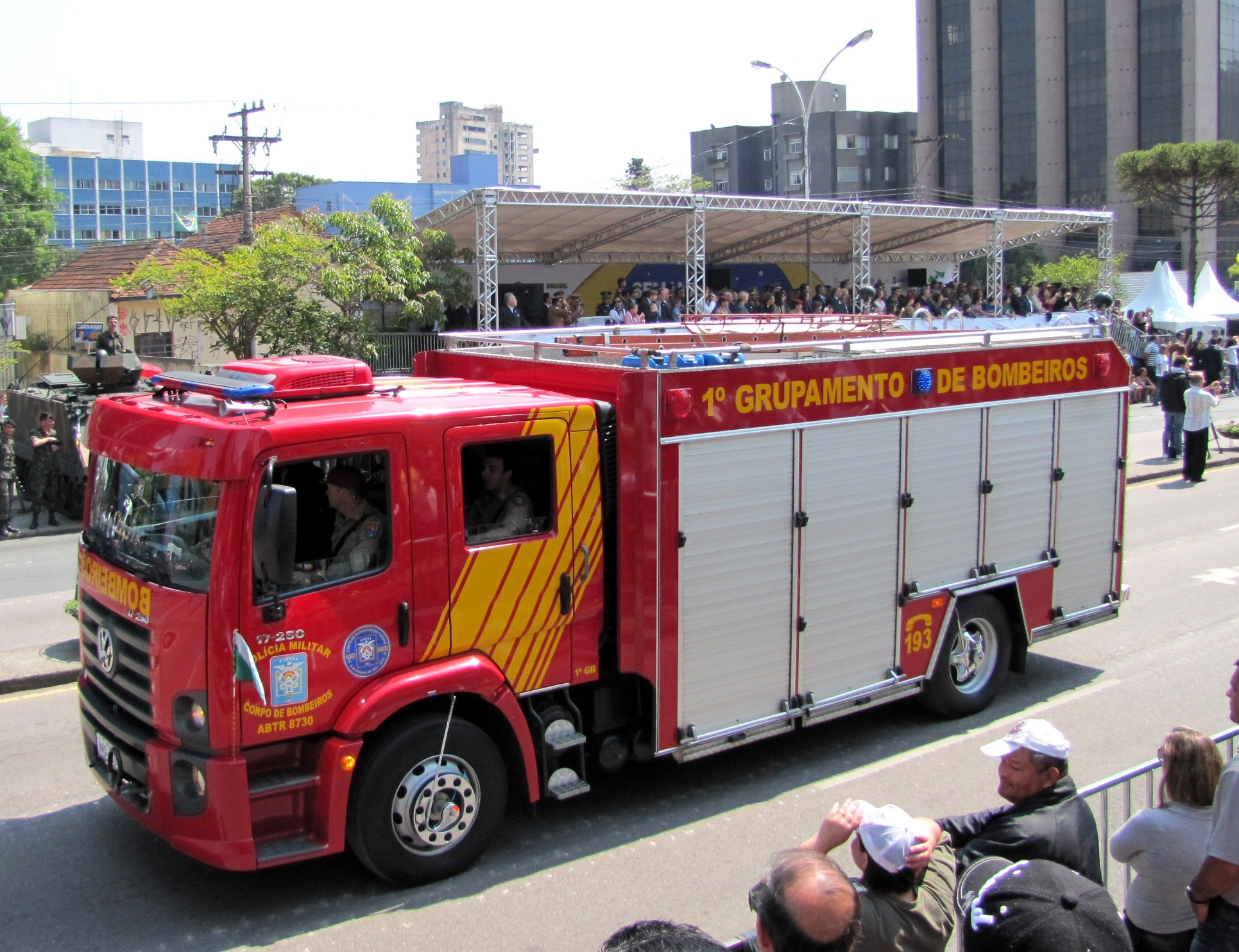

### Designaciones Históricas

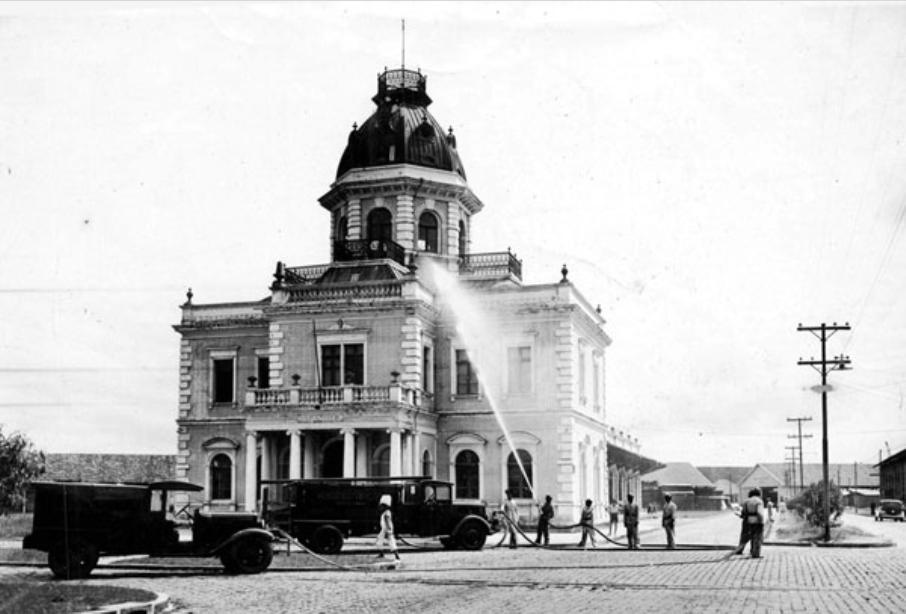
Entrenamiento de combate a incendios.
Aduana de Paranaguá.

- 1912 - Corpo de Bombeiros do Estado do Paraná;
- 1917 - Companhia de Bombeiros Pontoneiros do Estado do Paraná;[6]
- 1928 - Corpo de Bombeiros do Estado do Paraná;[7]
- 1928 - Companhia de Bombeiros do Estado do Paraná;[8]
- 1931 - Batalhão de Sapadores Bombeiros do Estado do Paraná;[9][10]
- 1932 - Corpo de Bombeiros do Estado do Paraná;[11][12]
- 1934 - Companhia de Bombeiros do Estado do Paraná;[13]
- 1936 - Corpo de Bombeiros do Município de Curitiba;[14]
- 1938 - Corpo de Bombeiros do Estado do Paraná;[15]
- 1948 - Companhia de Bombeiros da Polícia Militar do Paraná;[16]
- 1953 - Corpo de Bombeiros da Polícia Militar do Estado do Paraná.[17]